# Uridin-monofosfat
Uridin monofosfat, 5'-uridinska kiselina, UMP, je RNK nukleotid. Ovo jedinjenje je estar fosforne kiseline i nukleozida uridina. UMP se sastoji od fosfatne grupe, pentoznog šećera riboze, i nukleobaze uracila. Još jedan skraćeni naziv ovog molekula je uridilat - deprotonisana forma molekula, koja je predominantna u vodenim rastvorima. Kao supstituent on se označava prefiksom uridilil-.

## Biosinteza
Uridin monofosfat se formira iz Orotidin 5'-monofosfata (orotidilna kiseline) u reakciji dekarboksilacije katalizovane enzimom orotidilat dekarboksilaza. Nekatalizovana, reakcija dekarboksilacije je ekstremno spora (procenjuje se da se javlja u proseku jednom u 78 miliona godina). Adekvatno katalizovana, reakcija se odvaja jednom u sekundi, 1017-puta brže.
Kod ljudi, funkciju orotidilat dekarboksilaze izvodi protein  sintaza. Defektivna UMP sintaza može da dovede do metaboličkog poremećaja orotička acidurija.

## Efekti na inteligenciju životinja
U nedavnim studijama je utvrđeno za zamorce hranjene suplementarnim uridin monofosfatom, holinom, i dokozaheksaenoinska kiselinom (DHA) je da imaju značajno poboljšane rezultate u trčanju kroz lavirint u odnosu na one koji nisu hranjeni suplementima. To ukazuje na povišenje kognitivnih sposobnosti.

## Literatura
- Berg J, Tymoczko JL, Stryer L (2006). Biochemistry (6. изд.). San Francisco: W. H. Freeman. ISBN 978-0-7167-8724-2.

## Spoljašnje veze
- Uridine+monophosphate на 